# Vurot
Vurot is een plaats in de gemeente Sisak in de Kroatische provincie Sisak-Moslavina. De plaats telt 94 inwoners (2001).